# دفیانس (اوهایو)
دفیانس(به انگلیسی: Defiance) شهری در ایالت اوهایو کشور ایالات متحده آمریکا است که جمعیت آن در سرشماری سال ۲۰۱۰ میلادی، ۱۶٬۴۹۴ نفر بوده‌است.